# Ноћни клуб
Ноћни клуб, познат и као дискотека, диско клуб или само диско, плесни клуб или само клуб, назив је који у најширем смислу представља угоститељски објект специјализован за пружање забавних садржаја. У ужем смислу се под тиме подразумијевају угоститељски објекти који садрже плесни подијум и у коме се изводи музика — било жива, било снимљена — која би госте требало да подсакне на плес. Ноћни клубови такође понекад могу садржавати позорницу на којој се изводе представе, плесне, циркуске, мађионичарске и сл. тачке.
С обзиром на различите садржаје или врсте гостију којима је клуб намијењен, постоји широки распон врста ноћних клубова.
Дискотека (fr. discotéque) у српском језику може подразумевати:
1. збирку грамофонских плоча, касета и сл, које су се налазиле у радио и разгласним станицама, школским установама, клубовима итд.
2. клуб у којем се пушта снимљена музика или се изводи уживо (електронска, акустична, електро-акустична) музика за игру. У српском језику синоними за термин дискотека, који подразмева клуб, у употреби су диско клуб и дискаћ.[1][2]

### Историјат
Дискотекама у  Србији, односно некадашњој Југославији, претходиле су игранке које су се организовале у салама културно-уметничких домова, студентским и радничким мензама, у свечаним салама школа, на факултетима, спортским теренима, у парковима и на градским трговима. Иако је ноћних клубова у Београду било и у периоду између два светска рата, по завршетку Другог светског рата, услед социјалних околности, чини се да су масовна окупљања, типа игранке, које су биле масовне и увек намењене за ширу публику, преовладавале над другим видовима музичких забава. Веома брзо по отварању дискотека у метрополама Западне Европе и у Београду се спроводио исти тренд. Иако су диско клубови били актуелни већ шездесетих, њихова златна ера била је управо у седамдесетим. Међу најпознатијим светским дискотекама свакако се истиче Студио 54 у Њујорку. Диско клубови битно су се разликовали од места где су се одржавале игранке. То су били простори често смештени у подруму, са замраченим светлом, а касније и са специјалном расветом у боји званом лајтшоу (lightshow). Ентеријер диско клубова био је веома скроман. у центру са подијумом за игру, а уз зидове столови и сепареи за седење, уз обавезну продају пића на шанку. за разлику од места за игранке која су била често мултифункционална, преко дана сале за КУД-ове, или просторије месних заједница, спортски терени, мензе итд, просторије дискотека имале су само једну намену за коју су направљене, а то је плес.
У нашој престоници први диско клуб Код Лазе отворен је крајем шездесетих – 1967. године у подруму позоришта Атеље 212 и радио је само једну сезону. Претечу дискотекама у Београду представља клуб Еуридика чије су простоије искључиво биле намењене за забаву. Потом, од затварања првог диско клуба, отворене су следеће дискотеке у Београду: Клуб студената технике – КСТ (1968); у Дому омладине диско клуб је отворен 1969. године; Цепелин (1970), који се налазио поред Пете гимназије у близини парка Ташмајдан; Мажестик у истоименом хотелу (1970); Црвено и црно у Милоша Поцерца (1970); Акваријус (1972), у Делиградској бр. 7; Дуга (1981) у Средачкој и др. Музика која се пуштала у дискотекама била је другачија од оне која је била актуелна у претходно описаним деценијама. у дискотекама није била пракса да наступају бендови већ диск џокеји (DJ) који су пуштали музику са плоча и сами бирали редослед песама. Међу првим диск џокејима у нашој престоници истицали су се: Саша Радосављевић, Борислав Митровић и Радивоје Петровић.
Дискотеке су седамдесетих замениле игранке из претходног периода. иако је игранки било и даље, атрактивније је било отићи у диско клуб. велика популарност клубова опстала је дуго, пре свега из велике исплативости ономе ко их је поседовао. Улаз се често наплаћивао и било је лакше и јефтиније ангажовати (као и данас) само једног човека који ће пуштати музику, него читав бенд. За разлику од игранки, где је пиће почело да се точи и наплаћује тек у другој половини шездесетих, дискотеке су (и даље) незамисливе без шанка, што је великим делом привлачило посетиоце.